# WeChat
WeChat（ウィーチャット、中国語: 微信、拼音:  Wēixìn ウェイシン）は、テンセントが開発した中華人民共和国のインスタントメッセンジャー、ソーシャル・ネットワーキング・サービスである。「微信」とは、中国語で微少の文字数のメッセージを意味する。

## 概要
企画は2010年10月、テンセント広州企画研究センターで始まった。2011年1月21日に中華人民共和国でサービス開始。同年4月、世界向けに「WeChat」として展開された。テンセントが以前より提供していた、インスタントメッセンジャーテンセントQQの発展型として、メッセンジャー機能とソーシャル・ネットワーキング・サービス機能の融合が特徴と評される。2018年まで中国のインターネット検閲システムグレート・ファイアウォールによる検閲の対象となっていない。現在は各国にサーバーを置いて、各国の法律に沿って運営している。
世界版であるWeChatでは、Facebookアカウントでの登録が可能である。テンセントは、豊富な資金力を背景にWeChatの海外展開を進めているとされ、世界的各地に遍在する中国人ユーザーからの紹介も、普及の一助になっていると言われる。
WeChatのイメージキャラクターに、FCバルセロナ所属のサッカー選手であるメッシが起用され、2013年7月より南米、ヨーロッパ、アフリカ、アジア地域の15カ国でテレビCMが放映された。
2020年3月までに「健康ID」と呼ばれる機能が追加。この機能は、2019年からの新型コロナウイルス感染症の流行状況下においてオフィスや工場などに勤務する社員の健康状況の管理、高速鉄道や飛行機など利用する際のチェックに用いられたほか、感染者を特定できた場合には、過去に感染者と接触した者へ警告する機能も有している。

### 利用状況
2015年2月の同社発表によると、登録ユーザー数は11億2000万人（以降、テンセントは登録ユーザー数を公表していない）。また、20以上の言語版があり、200の国と地域をカバー、70を超える国と地域でナンバーワンのソーシャルアプリであるという。2016年第1四半期における月間アクティブユーザー数が7億6200万人に到達し、前期比29％増であると発表された。

## 機能
競合するメッセンジャーアプリ「LINE」や「カカオトーク」とほぼ同じ機能が並んでおり、文字・音声・写真・動画・表情・グループチャットなどコミュニケーション機能を有する。また、バージョン5.0よりモバイル決済機能も追加されたが日本では利用できない。

### 各種機能
WeChat（微信）の海外版（日本語）でその機能をメイン画面で理解すると、一番下にチャット、連絡先、発見、自分のアイコンが並ぶ。「チャット」は、最近連絡した個人、グループが並び、そこの発言内容を見たり、そこ宛にテキスト、写真、動画を送ることができる。「連絡先」は、個人の連絡先（ニックネームが普通だが、忘れないように実名をコメントしておける）、参加しているグループ名が並び、個人名は携帯電話番号で検索したりQRコードで登録でき、ここでもテキスト、写真、動画を送れる。「発見」は、「モーメンツ」で友人向けあるいは一般向けに写真は９枚まで（動画は１枚のみ）をテキスト付きで発信できる。それに対して「いいね」をしたり、コメントが書けるが、コメントに写真や動画を添付はできない。記事の引用はすでに公式に発表された内容で、「このURL見てください」とも書けるが、それをクリックすると、「危ないから見せられません」というようなメッセージが出て、URLをコピーして別にブラウザーを起動して見なければならない。個人が有名歌手の歌を載せたりするが、これはQQ音楽などですでに公開されているのをシェアしているもので、コピーライト違反という訳ではない。また「近くにいる人」を見つけたりできる。最後の「自分」は、WeChat　ID、ニックネーム、自分の過去の投稿などを見ることができる。写真は原画がすべて圧縮されて送られる。（中国国内版では「原図」というオプションがありそれをチェックすると、圧縮度が少ない写真が送れる。）
こうして見ると、WeChatは以前のテンセントQQ を大きく発展したシステムであるが、中国以外で広く使われているFacebookと比べると容量をかなり制限したもので、また私企業として「中国における検閲」に配慮したものになっている。

### WeChat Pay

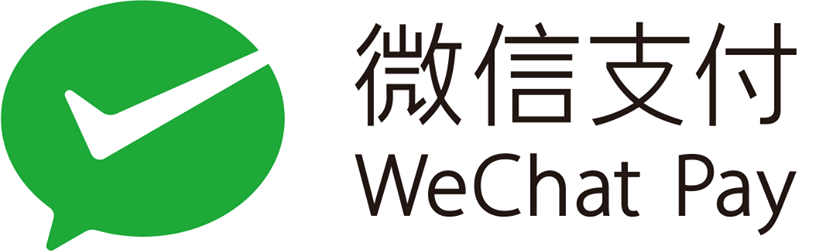
微信支付（WeChat Pay）

WeChat Pay（ウィーチャットペイ、中国語: 微信支付）とは、2013年8月から中国で開始されたQR・バーコード決済サービスである。銀行口座情報を登録したユーザーが、WeChat Payを導入した店舗等の商品やサービスの支払い、もしくは他のユーザーへの送金等をアプリ経由でできるサービスである。
2015年7月、今月中に日本でサービスを提供すると発表し、日本の百貨店などに導入された。
2019年7月、LINE Payとの提携により、日本のLINE Pay加盟店で使用できるようになった。
2019年11月、元々WeChat Payは中国居住者用であったが、中国国外のクレジットカードでも利用可能にすると発表した。Alipayは2019年11月より中国国外のクレジットカードに対応していた。2023年7月20日より、中国国外のクレジットカードも直接扱えるようになり、VISA、マスターカード、JCB、ダイナースクラブ、ディスカバーカードに対応した。200元超の決済手数料は3%。

## 監視と検閲

### メッセージの監視と検閲
中国国内のWeChatでの会話履歴がもとになり中国共産党党員が処罰される事件が発生した。また同時に、検閲も行われているとされており、特定の単語が検閲の対象となっているとされる。中国国内においては、エンドツーエンド暗号化を利用可能なSignal、WhatsAppの様なメッセンジャーアプリはグレート・ファイアウォールにより検閲されているため利用が困難で、メッセンジャーアプリを使いたい場合かなり限られた選択肢から選ぶこととなるため、WeChat内の検閲を回避することは難しい。

### 画像の検閲
また、2019年時点で、アプリ内でのメッセージなどの文字情報以外に画像も監視、検閲されているとされる。検閲されると送信者のアプリ上には画像が表示されたままになるが、送信相手には画像が届かなくなる。検閲された事実は明示的には通知されないため、ユーザーは検閲されたことに気が付かない可能性もある。検閲されている画像の例としては、六四天安門事件や文化大革命などに関連した画像が検閲されているとされるがこれに限られない。技術的には以下の手法により画像が検閲されているとされる。

#### 画像内に含まれる文字列をOCRで読み取り検閲対象ワードが含まれた場合
これにより、例えばメッセージの検閲を回避するために文章を画像として送信しても検閲される可能性がある。

#### 視覚的な類似性による検閲
完全に一致していなくても、検閲対象として登録されている画像と視覚的に類似していると検閲される可能性がある。

#### ハッシュ関数MD5を利用し送信された画像のハッシュ値の照合による検閲
検閲対象として登録されているハッシュ値と同じハッシュ値を持つ画像（つまり同じ画像）は検閲される可能性がある。

## 出来事
2017年5月6日、ロシア連邦通信・情報技術・マスコミ分野監督庁（通称ロスコムナゾール）は、同社が「インターネット上の情報配信の主催者」の連絡先を提出しなかったため、アクセスを4日に遮断したことを発表。11日に連絡先が提出されたことで遮断を解除した。